# Leimsfeld
Leimsfeld ist einer von fünfzehn Ortsteilen der Gemeinde Frielendorf im nordhessischen Schwalm-Eder-Kreis.

## Geographische Lage

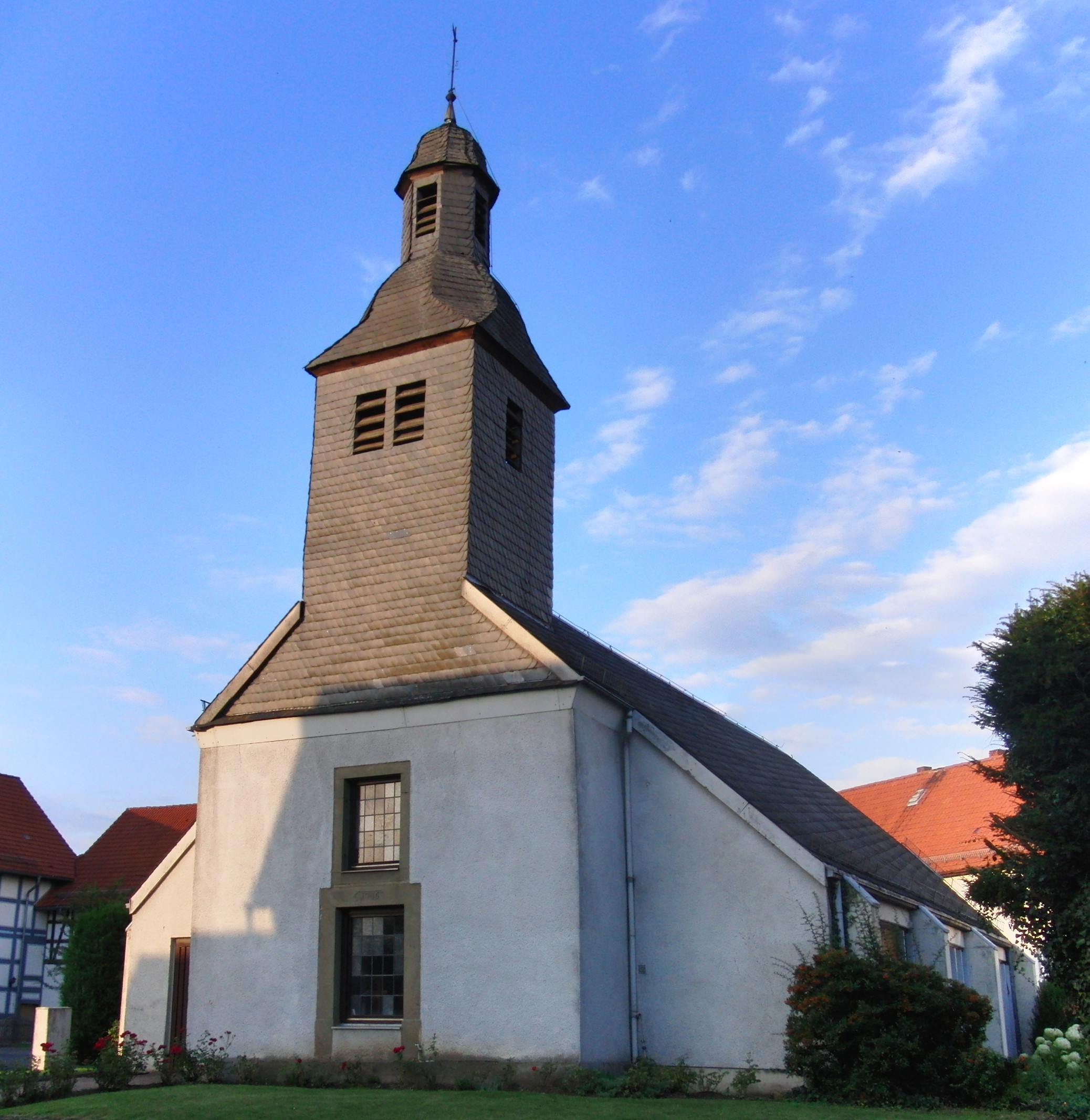
Kirche

Leimsfeld liegt in den Nordwestausläufern des Knüllgebirges rund 4,5 km südwestlich des Hauptortes, zwischen den Frielendorfer Dörfern Linsingen im Norden, Gebersdorf im Nordosten, Großropperhausen im Osten und Schönborn im Südsüdosten sowie den Schwalmstädter Stadtteilen Niedergrenzebach und Ziegenhain jeweils im Südwesten, Rörshain im Westen und Michelsberg im Nordwesten. Südlich vorbei an Leimsfeld fließt etwa in Ost-West-Richtung der Schwalm-Zufluss Gers.

## Geschichte
Die älteste bekannte urkundliche Erwähnung Leimsfelds datiert auf 1196 im Urkundenarchiv des Klosters Haina unter Luminesvelt. Schon 1197 wird im Urkundenbuch des Klosters Spieskappel Luminesuelt erwähnt. Im 16. Jahrhundert ging der gräfliche Besitz in Leimsfeld im Zuge des Aussterbens der Grafen von Ziegenhain in landgräflichen Besitz über. Die landgräflichen Güter wurden ab 1575 durch das Amt Ziegenhain verwaltet.
Im Zuge der Gebietsreform in Hessen fusionierten am 31. Dezember 1971 die bis dahin selbständigen Gemeinden Leimsfeld, Obergrenzebach und Schönborn zur neuen Gemeinde Grenzebach.
Da die Gemeinde Grenzebach nach Ansicht der hessischen Landesregierung noch immer zu klein war, wurde sie am 1. Januar 1974 kraft Landesgesetz mit der zuvor gebildeten Großgemeinde Frielendorf und sechs weiteren Gemeinden zur neuen Großgemeinde Frielendorf zusammengeschlossen. Diese wechselte in den neu geschaffenen Schwalm-Eder-Kreis. Als Verwaltungssitz wurde Frielendorf bestimmt. Für die ehemals eigenständigen Gemeinden von Frielendorf wurde je ein Ortsbezirk mit Ortsbeirat und Ortsvorsteher nach der Hessischen Gemeindeordnung gebildet.

## Bevölkerung

### Einwohnerstruktur 2011
Nach den Erhebungen des Zensus 2011 lebten am Stichtag, dem 9. Mai 2011, in Leimsfeld 585 Einwohner. Darunter waren 6 (1,0 %) Ausländer.
Nach dem Lebensalter waren 111 Einwohner unter 18 Jahren, 228 zwischen 18 und 49, 120 zwischen 50 und 64 und 126 Einwohner waren älter. Die Einwohner lebten in 234 Haushalten. Davon waren 54 Singlehaushalte, 60 Paare ohne Kinder und 99 Paare mit Kindern, sowie 18 Alleinerziehende und 6 Wohngemeinschaften. In 39 Haushalten lebten ausschließlich Senioren und in 147 Haushaltungen lebten keine Senioren.

### Einwohnerentwicklung
| Quelle: Historisches Ortslexikon |                                                 |
| • um 1510:                       | 7 wehrhafte Männer                              |
| • 1537:                          | 35 Wohnhäuser                                   |
| • 1585:                          | 42 Hausgesesse                                  |
| • 1639:                          | 17 Männer, zwei Witwen                          |
| • 1681:                          | 22 Hausgesesse, zwei Ausschuss, ein Junggeselle |
| • 1750:                          | 28 Wohnhäuser, 156 Einwohner                    |

| Leimsfeld: Einwohnerzahlen von 1834 bis 2017 | Leimsfeld: Einwohnerzahlen von 1834 bis 2017 | Leimsfeld: Einwohnerzahlen von 1834 bis 2017 | Leimsfeld: Einwohnerzahlen von 1834 bis 2017 | Leimsfeld: Einwohnerzahlen von 1834 bis 2017 |
| --- | -------------------------------------------- | -------------------------------------------- | -------------------------------------------- | -------------------------------------------- |
| Jahr |                                              |                                              |                                              | Einwohner                                    |
| 1834 | 1834                                         |                                              | 275                                          | 275                                          |
| 1840 | 1840                                         |                                              | 290                                          | 290                                          |
| 1846 | 1846                                         |                                              | 308                                          | 308                                          |
| 1852 | 1852                                         |                                              | 293                                          | 293                                          |
| 1858 | 1858                                         |                                              | 316                                          | 316                                          |
| 1864 | 1864                                         |                                              | 318                                          | 318                                          |
| 1871 | 1871                                         |                                              | 323                                          | 323                                          |
| 1875 | 1875                                         |                                              | 333                                          | 333                                          |
| 1885 | 1885                                         |                                              | 342                                          | 342                                          |
| 1895 | 1895                                         |                                              | 332                                          | 332                                          |
| 1905 | 1905                                         |                                              | 333                                          | 333                                          |
| 1910 | 1910                                         |                                              | 369                                          | 369                                          |
| 1925 | 1925                                         |                                              | 403                                          | 403                                          |
| 1939 | 1939                                         |                                              | 448                                          | 448                                          |
| 1946 | 1946                                         |                                              | 603                                          | 603                                          |
| 1950 | 1950                                         |                                              | 685                                          | 685                                          |
| 1956 | 1956                                         |                                              | 614                                          | 614                                          |
| 1961 | 1961                                         |                                              | 590                                          | 590                                          |
| 1967 | 1967                                         |                                              | 613                                          | 613                                          |
| 1980 | 1980                                         |                                              | ?                                            | ?                                            |
| 1990 | 1990                                         |                                              | ?                                            | ?                                            |
| 2000 | 2000                                         |                                              | ?                                            | ?                                            |
| 2011 | 2011                                         |                                              | 585                                          | 585                                          |
| 2017 | 2017                                         |                                              | 597                                          | 597                                          |
| Datenquelle: Historisches Gemeindeverzeichnis für Hessen: Die Bevölkerung der Gemeinden 1834 bis 1967. Wiesbaden: Hessisches Statistisches Landesamt, 1968. Weitere Quellen: LAGIS; Gemeinde Frielendorf, Zensus 2011 |                                              |                                              |                                              |                                              |

### Historische Religionszugehörigkeit
| Quelle: Historisches Ortslexikon |                                                                   |
| • 1861:                          | 313 evangelisch-reformierte Einwohner.                            |
| • 1885:                          | 342 evangelische (= 100 %) Einwohner                              |
| • 1961:                          | 530 evangelische (= 89,83 %), 45 katholische (= 7,63 %) Einwohner |

### Historische Erwerbstätigkeit
| • 1750: | zwei Müller, zwei Leineweber, ein Schneider, zwei Schmiede, ein Wirt.                                                                |
| • 1838  | Familien: 36 Ackerbau, 10 Gewerbe, 9 Tagelöhner                                                                                      |
| • 1961  | Erwerbspersonen: 111 Land- und Forstwirtschaft, 119 produzierendes Gewerbe, 39 Handel und Verkehr, 19 Dienstleistungen und Sonstiges |

## Politik
Für Leimsfeld  besteht ein Ortsbezirk (Gebiete der ehemaligen Gemeinde Leimsfeld) mit Ortsbeirat und Ortsvorsteher nach der Hessischen Gemeindeordnung. Der Ortsbeirat besteht aus neun Mitgliedern.
Bei den Kommunalwahlen in Hessen 2021 betrug die Wahlbeteiligung zum Ortsbeirat Leimsfeld 59,1 %. Alle Kandidaten gehörten der „Ortsliste Leimsfeld“ an. Der Ortsbeirat wählte Bernd Heer zum Ortsvorsteher.

## Verkehr
Der Haltepunkt Leimsfeld lag an der Bahnstrecke Leinefelde–Treysa.